# Kylänsaari (ö i Finland, Päijänne-Tavastland)
Kylänsaari är en ö i Finland. Den ligger i sjön Kivijärvi och i kommunen Lahtis i den ekonomiska regionen  Lahtis ekonomiska region  och landskapet Päijänne-Tavastland, i den södra delen av landet, 110 km norr om huvudstaden Helsingfors. Öns area är 1,3 hektar och dess största längd är 190 meter i sydöst-nordvästlig riktning.